# Kommerrust
Kommerrust is een vroegere buitenplaats en natuurgebied ten oosten van de A1 aan de noordzijde van de Bollelaan in Naarden. Kommerrust ligt bij de landgoederen De Beek en Oud Bussem die eveneens in beheer zijn bij het Goois Natuurreservaat. Een vierde landgoed Reigerseiland is door de ligging tussen Kommerrust en de A1 slecht bereikbaar.

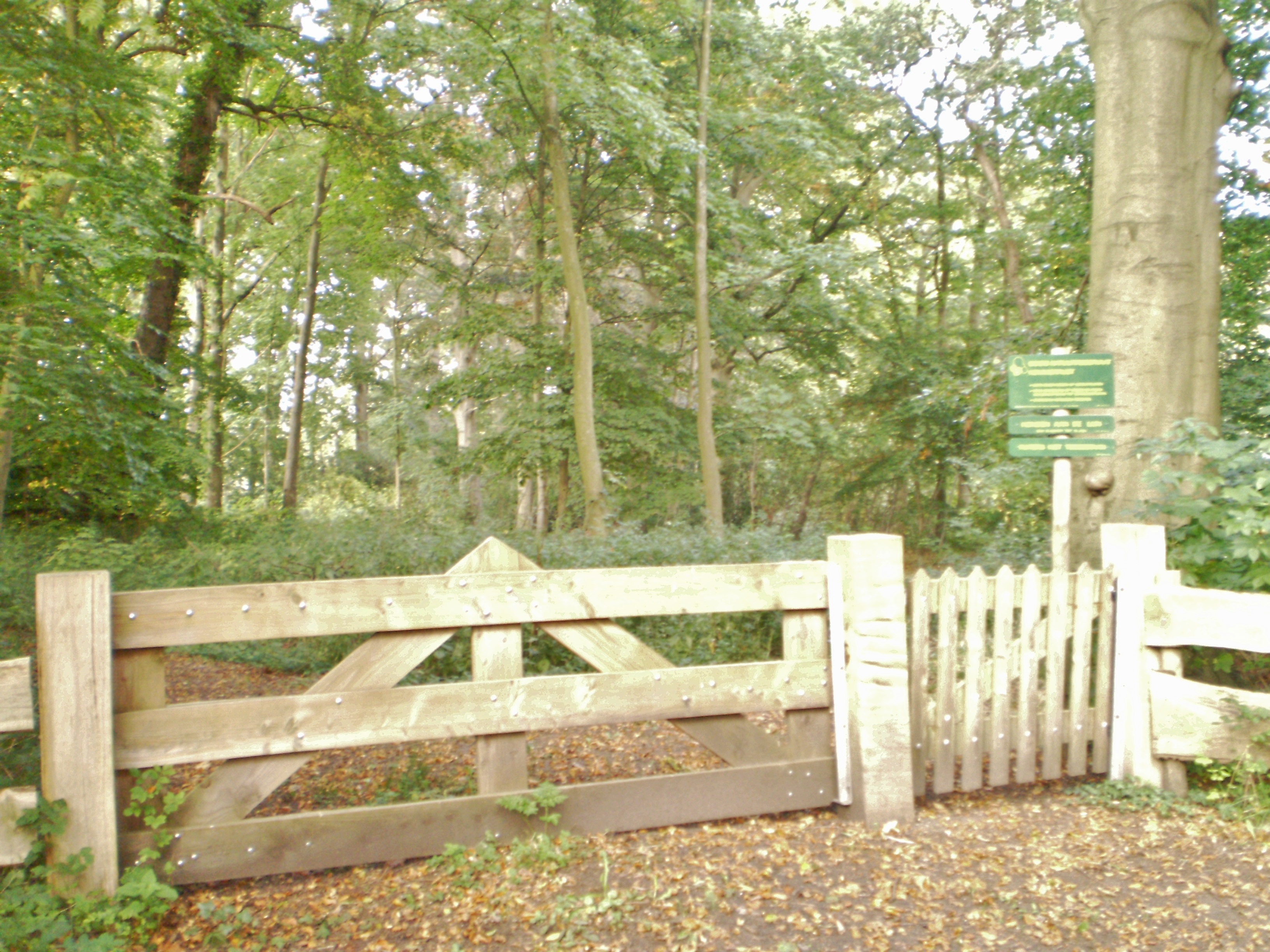
Toegang tot Kommerrust

## Ontzanding
In 1644 werd de buitenplaats met een park met huis in renaissance-stijl gebouwd te midden van de akkers tussen de voormalige wegen naar Huizen en Blaricum. De invloedrijke Johannes Uijtenbogaert (1608-1680) ontving hier onder meer de schilder Rembrandt, de dichter/toneelschrijver Jan Vos en de wetenschapper Constantijn Huygens. Doordat de buitenplaats strategisch dicht bij Naarden lag werd besloten tot afgraven van het gebied. De zanderij moest zorgen voor vrij zicht rondom de vesting. In 1675 werd uit strategische overwegingen begonnen met de afzanding rond de buitengracht van de vesting Naarden in een radius van 300 Rijnlandse roeden (1130 meter). Tussen 1763 en 1773 werd het herenhuis met bijgebouwen gesloopt en vervangen door een boerderijgebouw buiten het afzandingsgebied. Het herenhuis werd afgebroken en de boerderij werd verplaatst in de richting van de Bollelaan. De kapitale boerderij van de buitenplaats werd toen verplaatst in de richting van de Bollelaan. Deze werd later weer gebruikt als buitenplaats. De eigenaars van het naburige Berghuysen hadden er een menagerie en lieten er een Engelse tuin aanleggen.

## Brand

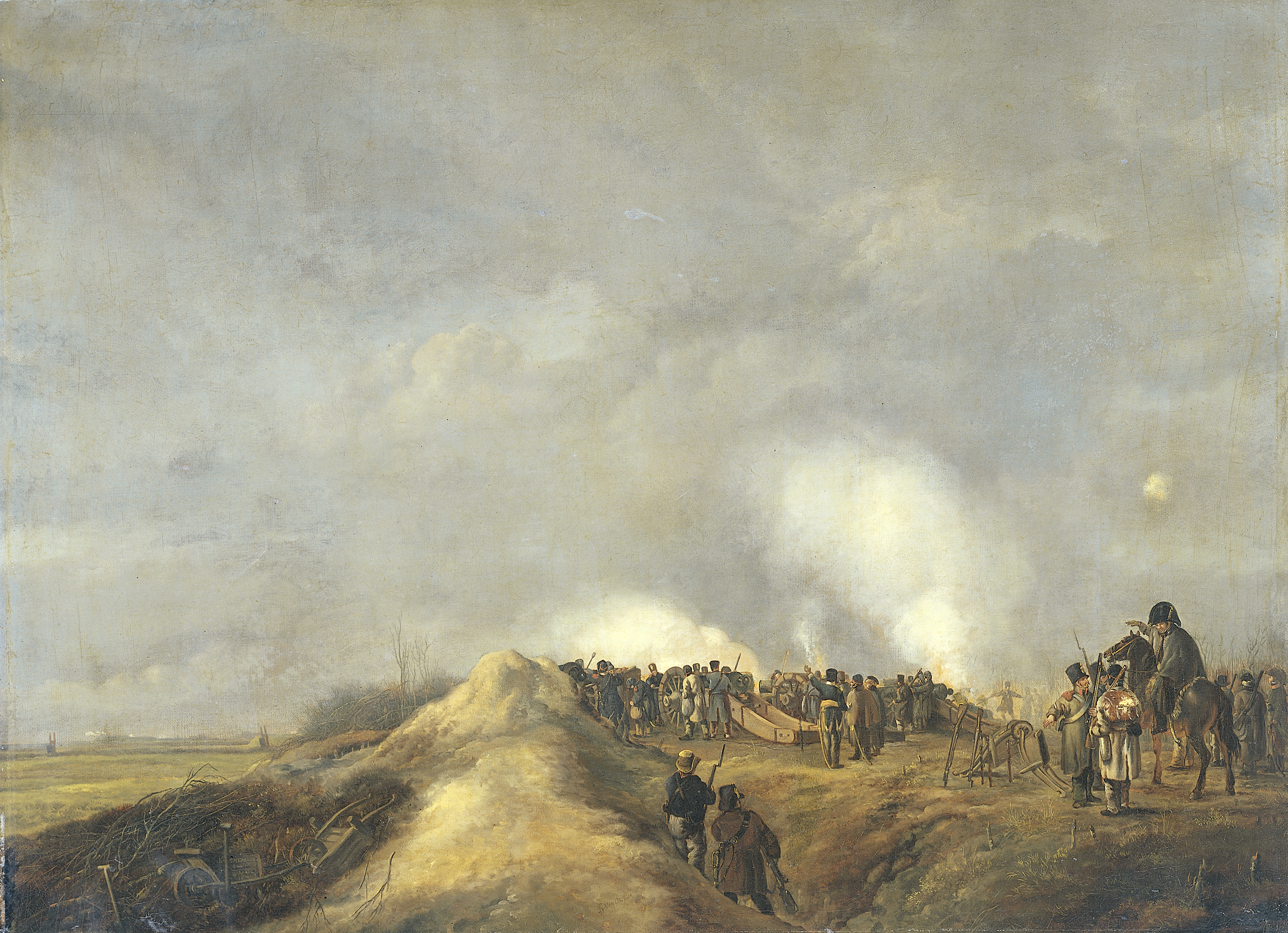
Beschieting van Naarden vanaf Kommerrust in 1814 (Pieter Gerardus van Os)

Rond 1813 werd deze boerderij verwoest toen er tijdens een uitval van de Franse soldaten brand uitbrak. In 1856 werd de herstelde boerderij met een verdieping verhoogd. Vanaf 1865 werd de omgeving verder afgezand. Na een grote verbouwing rond 1925 werd het huis opnieuw verbouwd tot landhuis. In 1941 werd het pand opnieuw door brand verwoest.
Het 2,7 hectare grote Kommerrust werd in 2012 geschonken aan het GNR. Bedoeling is om de beuken en de rododendronpartijen meer ruimte te geven en de vijver in oude luister te herstellen.